# Antoinette Perry
Antoinette Perry   (Denver, 27 de juny de 1888 - Manhattan, 28 de juny de 1946) és una actriu i productora teatral estatunidenca. Va ser fundadora i directora del American Theatre Wing. Els Premis Tony de teatre estatunidenc van anomenar-se en honor seu.